# 鞏阿岱
鞏阿岱（?—1652年），滿洲愛新覺羅氏。篤義剛果貝勒巴雅喇第四子。清太祖努爾哈赤侄子。
崇德六年（1641年），鞏阿岱跟從大軍圍攻錦州，臨陣退撓，被拿下由王大臣審問其罪行。崇德八年（1643年）八月，皇太極以鞏阿岱為吏部承政。順治元年（1644年），鞏阿岱改任為吏部滿尚書。
順治二年（1645年）鞏阿岱跟從勒克德渾征討湖廣流賊二隻虎等。順治四年（1647年），鞏阿岱偕同內大臣吳拜等征討宣府。順治六年（1649年），跟隨英親王阿濟格進攻大同。鞏阿岱事奉攝政王多爾袞，為多爾袞信任，累進封為貝子。順治八年（1651年）多爾袞逝世，鞏阿岱與鼇拜被任為議政大臣。
順治九年（1652年），鞏阿岱因黨附之罪與其弟錫翰、西訥布庫、冷僧機等被殺。其兄拜音圖亦因此事受牽連遭幽禁，於以罪削爵，與鞏阿岱、錫翰的後代俱被廢黜宗室資格。簽訂《南京條約》的伊里布為鞏阿岱的後人。